# 霍瓦蜥屬
霍瓦蜥屬（學名：Hovasaurus）是種已滅絕雙孔亞綱爬行動物，屬於始鱷目。牠們的身長大約50公分長。布氏霍瓦蜥生存於晚二疊紀的馬達加斯加。
霍瓦蜥擁有很長的尾巴，佔身體2/3長。牠們已經適應水生生活，側面平坦形呈錨狀。曾在霍瓦蜥的下腹部發現石頭，顯示這些生物吞下石頭作為壓載物，使牠們獵食魚類時不會浮上水面。中生代的蛇頸龍被推測也有相同的習性。